# Park Rżąka w Krakowie
Park Rżąka – park miejski w Krakowie, znajdujący się w Dzielnicy XII Bieżanów-Prokocim, na Rżące, pomiędzy ulicą Ludwika Rydygiera na wschodzie, ulicą Wielicką na północy, ulicą ks. Prymasa Stefana Wyszyńskiego na południu i terenem Szpitala Uniwersyteckiego na zachodzie. 
Po południowej stronie parku znajduje się Kościół Nawiedzenia Najświętszej Maryi Panny oraz Szkoła Podstawowa nr 157. Powierzchnia parku wynosi 3,74 ha.

## Charakterystyka
Obszar parku jest w większości zadrzewiony z zagospodarowaną zielenią. Park posiada rozbudowaną infrastrukturę rekreacyjną do której zaliczają się m.in.: plac zabaw, boisko do gry w koszykówkę oraz siatkówkę, alejki spacerowe, siłownia zewnętrzna oraz staw.  
Wśród elementów małej architektury znajdują się: ławki, kosze na śmieci oraz tablice informacyjne. 
W 2017 roku w parku zasadzono kilkadziesiąt gatunków roślin takich jak: macierzanka zwyczajna, rozchodnik ostry, szałwia łąkowa, goździki, cieciorka pochewkowata i koniczyna łąkowa oraz różne gatunki traw, jak np. kostrzewa i stokłosa w ramach akcji „Krakowskie łąki kwietne”.

## Galeria

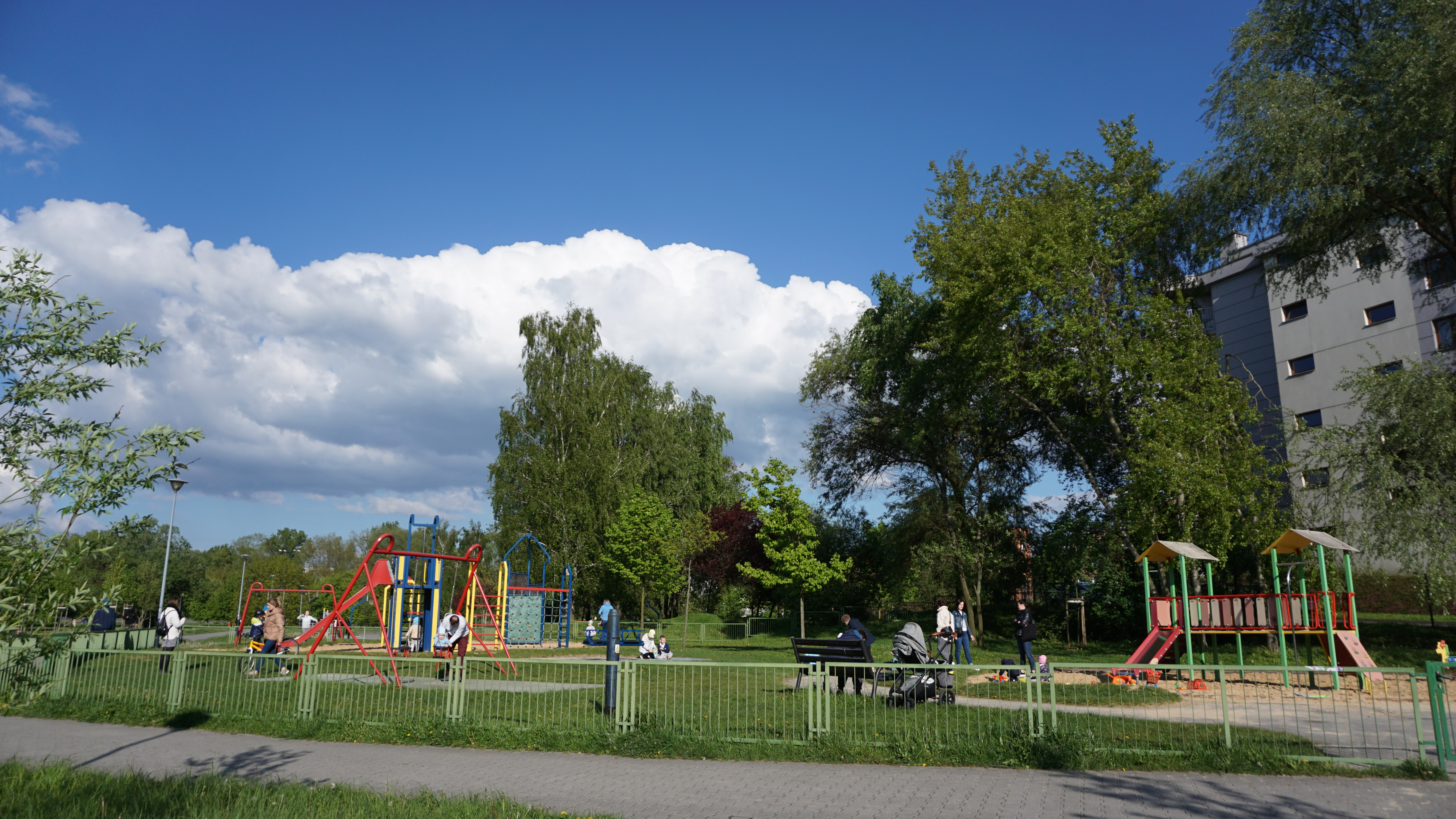
Plac zabaw
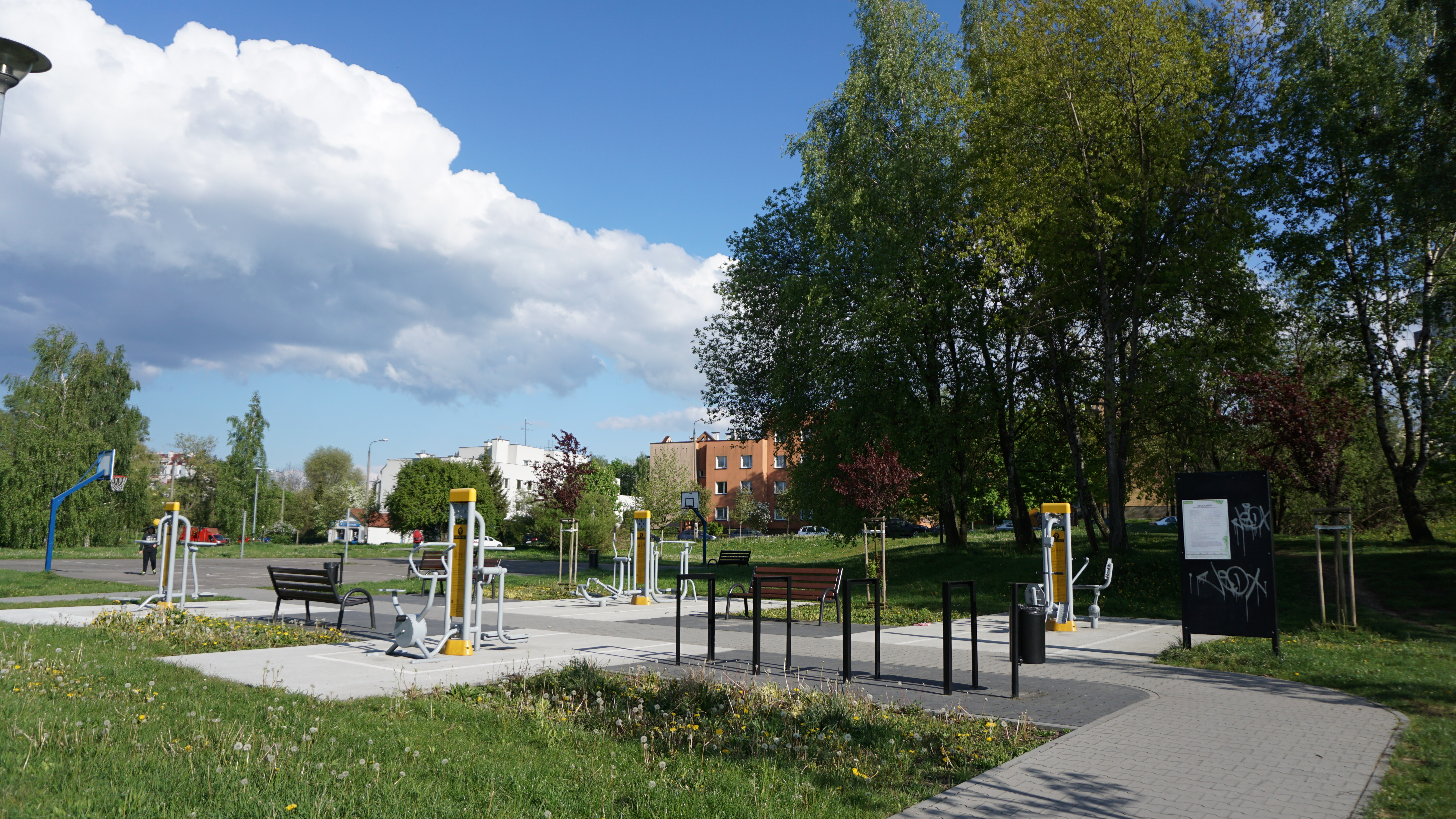
Siłownia zewnętrzna
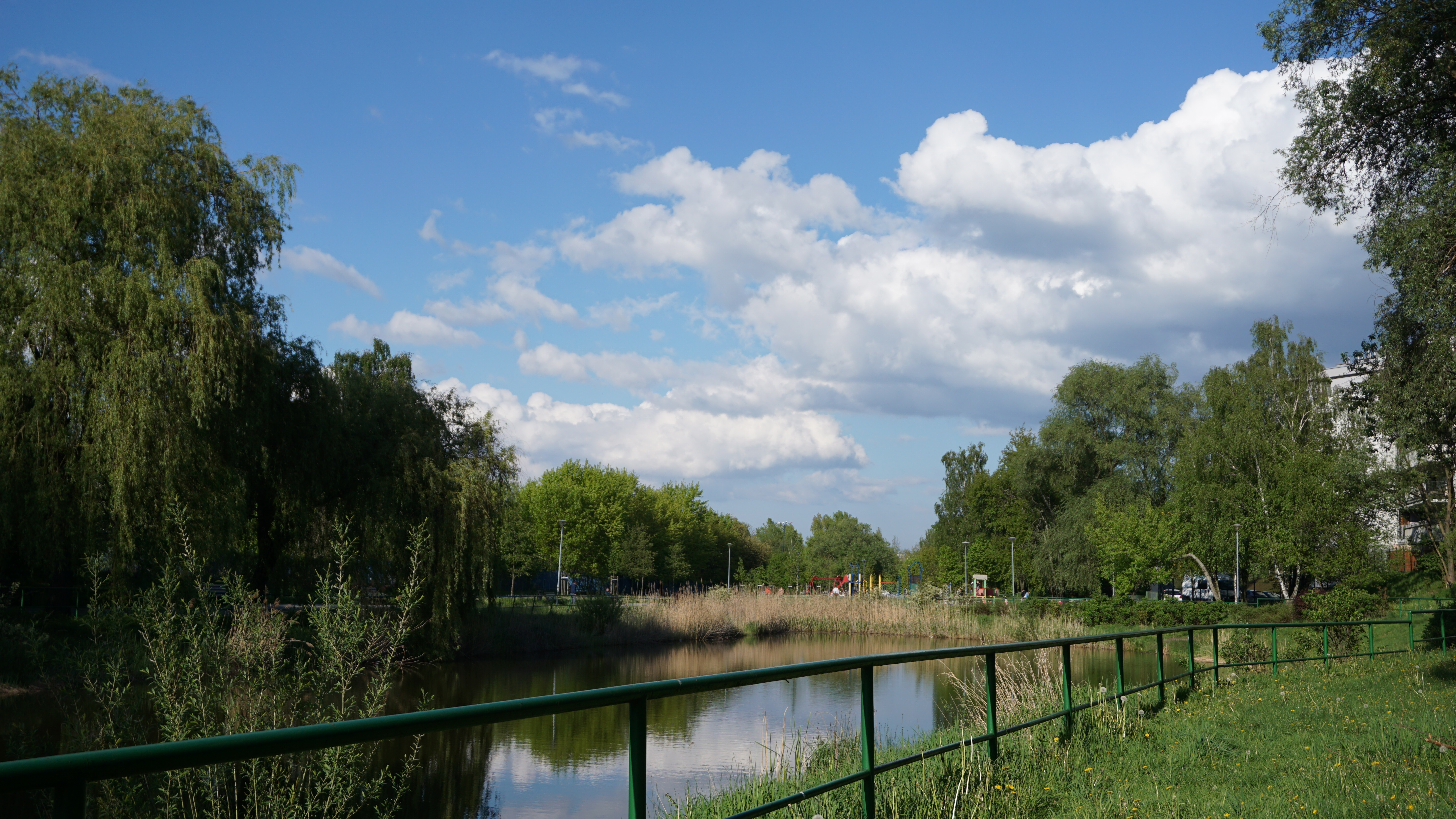
Oczko wodne
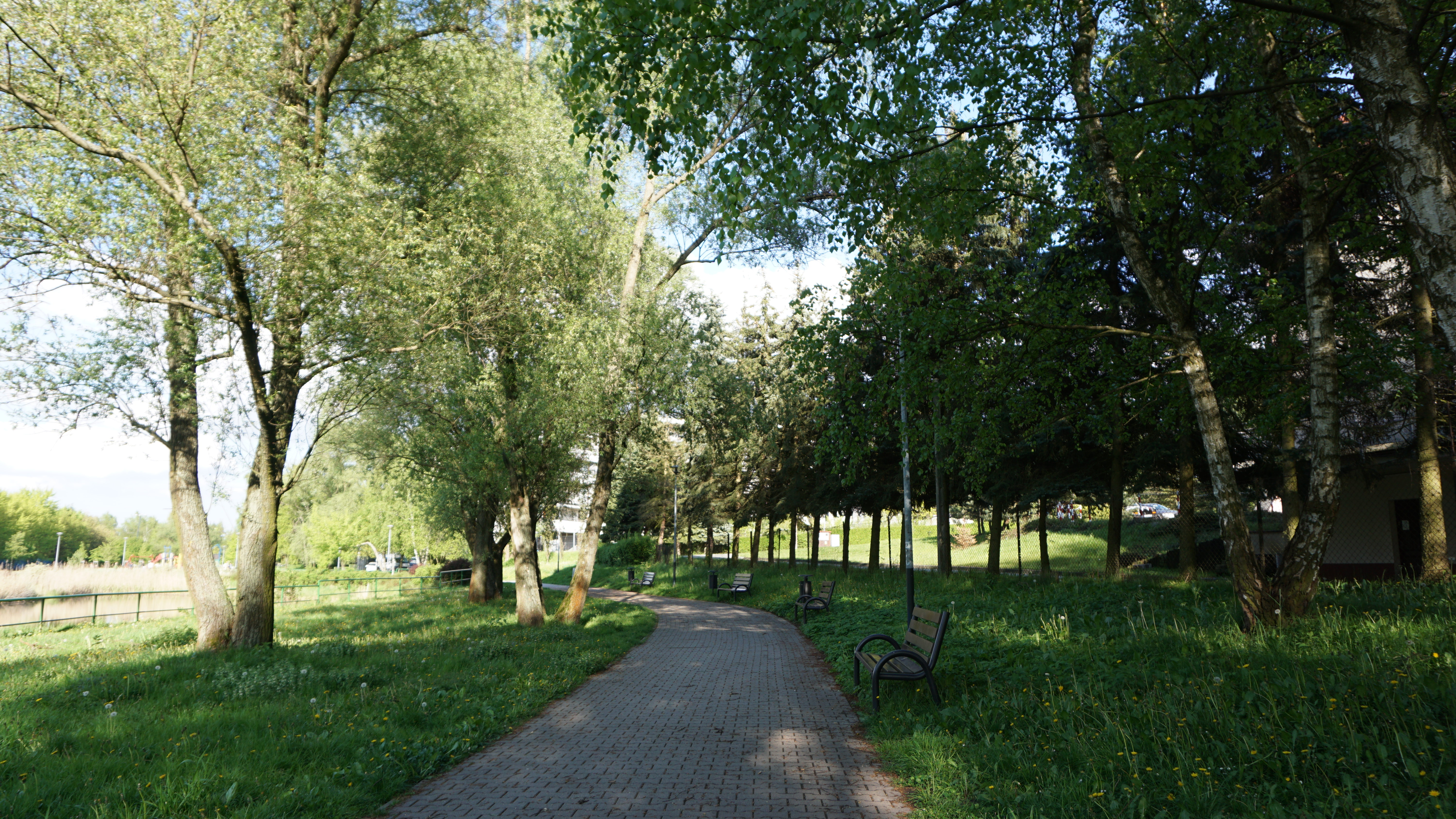
Alejka spacerowa